# Вера, Альфонсо
Альфонсо Вера Кинтеро (исп. Alfonso Vera Quintero, род. 24 ноября 1973, Эль-Аюн) — испанский футболист, полузащитник.

## Биография
Альфонсо Вера родился 24 ноября 1973 года в городе Эль-Аюн, контроль над которым оспаривают Марокко и САДР.
Играл в футбол на позиции полузащитника. Всю карьеру провёл в Испании.
В сезоне-1994/95 играл за «Манчего» из Сьюдад-Реаля, в 1995—1997 годах защищал цвета мадридского «Карабанчеля».
В 1997 году перешёл в «Алавес», выступавший в Сегунде, вместе с которым, проведя за сезон 31 матч, вышел в Примеру. Здесь в сезоне-1998/99 Вера сыграл в 16 поединках.
В 1999 году перебрался в «Осасуну», с которой вновь за сезон поднялся из Сегунды в Примеру, сыграв 40 матчей и забив 1 мяч. В сезоне-2000/01 провёл в чемпионате Испании 31 матч и забил первый гол на высшем уровне.
В 2001 году пополнил состав «Севильи», но не смог закрепиться в составе: в сезонах 2001/02 и 2002/03 сыграл по 8 матчей, а в сезоне-2003/04 ни разу не вышел на поле, выступая на правах аренды в Сегунде за «Сьюдад де Мурсию».
Следующие два сезона провёл в «Химнастике» из Таррагоны в Сегунде, но, после того как в 2006 году команда вышла в Примеру, ни разу не сыграл и продолжил карьеру в Терсере в составе «Велеса» из Велеса-Малаги. Здесь Вера выступал в течение четырёх сезонов, проведя за это время 116 матчей и забив 15 мячей. 
Последним в карьере Веры стал сезон-2010/11, который он отыграл в «Нерхе».